# پاتریک گروگان
پاتریک گروگان (انگلیسی: Patrick Grogan؛ ) بازیکن لاکراس اهل ایالات متحده آمریکا است.